# Бистрица (нижний приток Струмы)
Бистрица (болг. Бистрица; также Благоевградска-Бистрица, старое название — Горноджумайска-Бистрица) — река в Благоевградской области Болгарии, левый приток Струмы. Её длина составляет около 41 км, а площадь водосборного бассейна — 206,5 (по другим источникам — 234) км². Среднегодовой расход воды в реке равен 2,631 м³/с, из которых 1,4 м³/с составляет дождевой сток.
Исток реки находится на вершине Голям-Мечи горного массива Рила, на высоте около 2385 метров над уровнем моря. Благоевградска-Бистрица течёт на запад с небольшим уклоном к югу, протекает через курорт Бодрост, село Бистрица и Благоевград, впадая в Струму с левой стороны.